# Point Grey
Point Grey är en udde i Kanada.   Den ligger i Greater Vancouver Regional District och provinsen British Columbia, i den sydvästra delen av landet, 3 600 km väster om huvudstaden Ottawa.
Terrängen inåt land är huvudsakligen platt, men norrut är den kuperad. Havet är nära Point Grey åt nordväst.Trakten är tätbefolkad. Närmaste större samhälle är Vancouver, 10,7 km öster om Point Grey. 